# Bothrops pictus
Bothrops pictus là một loài rắn trong họ Rắn lục. Loài này được Tschudi mô tả khoa học đầu tiên năm 1845.